# Quảng trường Seoul
Quảng trường Seoul là một quảng trường lớn nằm ở phía trước Tòa thị chính Seoul tại Taepyeongno, Jung-gu, Seoul, Hàn Quốc. Quảng trường được Chính quyền Thành phố Đặc biệt Seoul mở cửa trở lại vào ngày 1 tháng 5 năm 2004, với mục đích cung cấp một không gian mở cho du khách và người dân Seoul. Đây là một phần của dự án cải tạo thân thiện với môi trường của Thành phố Seoul như Cheonggyecheon và Quảng trường Gwanghwamun.